# James Wan
James Wan (chiń. 溫子仁; pinyin Wēn Zirén; ur. 26 lutego 1977 w Kuching) – australijski producent, reżyser i scenarzysta filmowy pochodzenia malezyjskiego.
Do jego wczesnych dzieł należą film krótkometrażowy Piła i thriller o tym samym tytule (Saw) z 2004 roku, które zapoczątkowały serię krwawych filmów gore. Jest również twórcą horroru Martwa cisza (Dead Silence, 2007) oraz filmu sensacyjnego Wyrok śmierci (Death Sentence, 2007) z Kevinem Baconem w roli głównej.

## Filmografia
Reżyser
- Piła (2004)
- Martwa cisza (2007)
- Wyrok śmierci (2007)
- Naznaczony (2010)
- Obecność (2013)
- Naznaczony: rozdział 2 (2013)
- Szybcy i wściekli 7 (2015)
- Obecność 2 (2016)
- Aquaman (2018)
- Wcielenie (2021)
- Aquaman i Zaginione Królestwo (2023)